# Codes postaux du Maroc
Le code postal au Maroc est une suite de cinq chiffres située au début (à la gauche) de la dernière ligne de l'adresse (nom de localité), destiné à faciliter l'acheminement du courrier en identifiant le bureau qui assure la distribution au destinataire.
Le Code Postal a été mis en place le 1er janvier 1997.
Les deux premiers chiffres représentent la ppzone postale qui est calquée sur la (préfecture ou la province). Les trois chiffres suivant identifient un quartier (pour les grandes villes) ou la commune.

## Villes ayant plusieurs codes postaux
L'annuaire des codes postaux indique que 24 villes ont des codes postaux permettant d'identifier finement la rue ou le quartier desservis.
Il s'agit des villes suivantes :
- Agadir : 800x0
- Béni Mellal : 230x0
- Berkane : 633x0
- Casablanca : 20xx0
- El Jadida : 240x0
- Fès : 30xx0
- Inezgane : 80100 et 863x0
- Kénitra : 140xx
- Khémisset : 150x0
- Khénifra : 540x0
- Khouribga : 250x0
- Laâyoune : 700x0
- Marrakech : 40xx0
- Meknès : 500x0
- Mohammédia : 288x0
- Nador : 620x0
- Oujda : 600x0
- Rabat : 10xx0
- Safi : 460x0
- Salé : 11xx0
- Tanger : 90xx0
- Taza : 350x0
- Témara 120x0
- Tétouan 930x0

## Autres localités M'rirt
Les autres localités n'ont en général qu'un seul code postal pour les identifier.
Voici une liste alphabétique de quelques code postaux de villes importantes (non exhaustive) :
- Al Hoceïma : 32000
- Azilal : 22000
- Ben Guerir : 43150
- Benslimane : 13000
- Berrechid : 26100
- Biougra  : 87200
- Boujdour : 71000
- Boulemane : 33000
- Chefchaouen : 91000
- Chichaoua : 41000
- Dakhla : 73000
- Errachidia : 52000
- Essaouira : 44000
- Figuig : 61000
- Guelmim : 81000
- Ifrane : 53000
- El Kelaâ des Sraghna : 43000
- Larache : 92000
- Ouarzazate : 45000
- Settat : 26000
- Séfrou : 31000
- Sidi Ifni : 85200
- Sidi Kacem : 16000
- Sidi Slimane : 14200
- Es-Semara : 72000
- Taounate : 34000
- Tan-Tan : 82000
- Taroudant : 83000
- Tata : 84000
- Tiznit 85000

## Sources
- Gouvernement marocain